# Ação pauliana
A ação pauliana consiste numa ação pessoal movida por credores com intenção de anular negócio jurídico feito por devedores insolventes com bens que seriam usados para pagamento numa ação de execução. A ação pauliana pode ser ajuizada sem a necessidade de uma ação de execução anterior.
A ação pauliana é movida contra todos os integrantes do ato fraudulento:
- devedor insolvente
- pessoa que com ele celebrou o negócio
- terceiro adquirente que agiu de má-fé.

## Natureza jurídica
Entende-se que não se trata de ação anulatória nem de ressarcimento de danos, as quais geram ineficácia em relação aos credores, razão pela qual teria natureza declaratória negativa.
Por outro lado, há o entendimento de que seria espécie do gênero ação anulatória, detendo natureza constitutiva negativa e se sujeitando a prazo decadencial.
Uma 1ª Corrente (tradicional) se baseia no art. 165 CC, (Nelson Neri Júnior, Moreira Alves) sustenta que a sentença na Pauliana é desconstitutiva ou anulatória do negócio jurídico.
Uma 2ª Corrente (moderna) - Yussef Said Cahali, Alexandre Câmara, Frederico Pinheiro - sustenta que, em verdade, a sentença na pauliana apenas declara a ineficácia relativa do negócio em face do credor prejudicado (REsp 506.312/MS)

## Previsão no Direito brasileiro
Está disciplinada nos artigos 158 a 165 do Código Civil de 2002.
Esta ação visa a impedir qualquer transferência ou venda de um bem que seria usado para quitar
a divída com o credor, mesmo que a venda ou transferência tenha acontecido.